# Marruvium

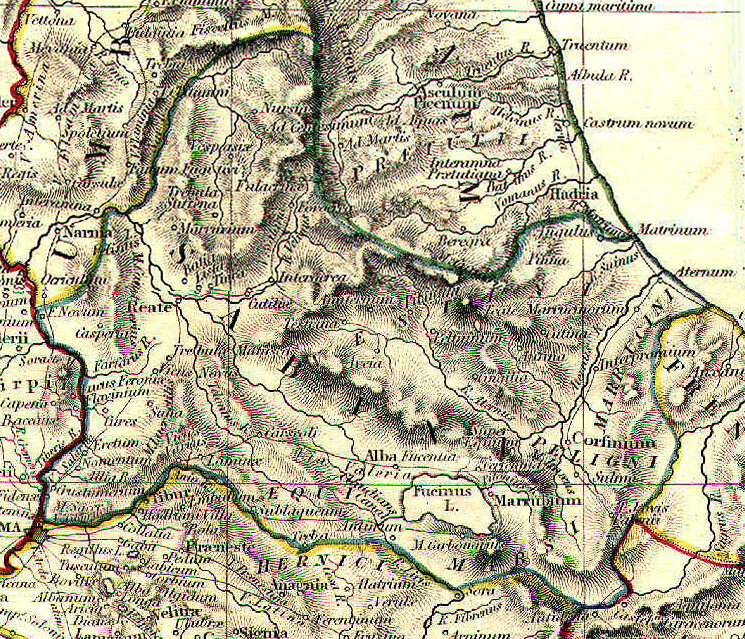
Området Sabinum med Marruvium utsatt.

Marruvium var en stad under antiken som låg i det som idag är mellersta Italien. Det var det italiska folkslaget marsernas huvudstad. Idag ligger Marruvium i kommunen San Benedetto dei Marsi i provinsen L'Aquila.
Marruvium behöll sin status som marsernas huvudstad ända fram till romaniseringen. Det finns lite information om Marruvium innan romartiden. Man vet att området varit befolkat sedan järnåldern, men den urbana expansionen skedde först 100 f.Kr. - 100 e.Kr. Marruvium låg vid stranden till sjön Fucinoinnan den dränerades.